# Langezwaag
Langezwaag est un village situé dans la commune néerlandaise d'Opsterland, dans la province de la Frise. Son nom en frison est Langsweagen. Le 1er janvier 2008, le village comptait 1 055 habitants.